# Randle Patrick McMurphy
Randle Patrick McMurphy es un personaje ficticio de la novela Alguien voló sobre el nido del cuco de Ken Kesey, más conocido por haber sido interpretado magistralmente por Jack Nicholson en la película homónima de Miloš Forman. Jack Nicholson fue premiado con un Oscar en 1976 tras encarnar a este personaje.

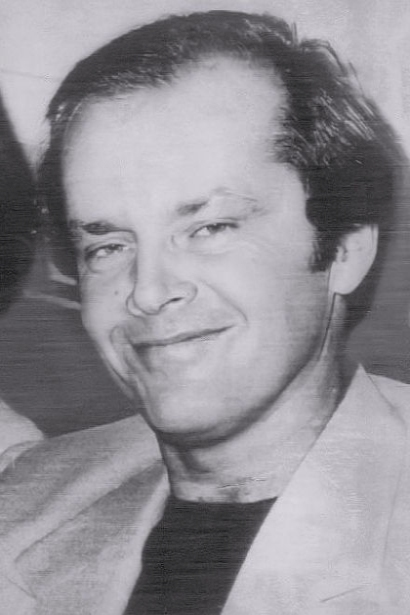
Jack Nicholson, actor que interpreta a Randle Patrick McMurphy.

## Biografía de personaje ficticio
Randle Patrick McMurphy (22 de abril de 1925 - 11 de diciembre de 1963) es un luchador irlandés-americano declarado culpable de agresión física y apuestas ilegales. También fue procesado legalmente por estupro, pero la joven afectada decidió retirar la acusación. Es un veterano de la guerra de Corea, fue prisionero de guerra  y recibió la Cruz de Servicios Distinguidos por liderar un brote en un campamento chino, pero fue deshonrado por insubordinación. Lo condenan a una pena de prisión bastante corta y decide declararse insano para que lo transfieran a una institución psiquiátrica, donde espera pasar el resto del tiempo con comodidad y lujo comparativos.
Su personalidad es sin duda lo que más ha llamado la atención tanto dentro como fuera de la película. Se trata de un tipo solitario al que le gusta armar camorra y andar sin ataduras.
La institución mental es dirigida por la enfermera Ratched, quien ha intimidado a los pacientes para que se sometan. McMurphy tiene como misión burlar el régimen de castigos de esta y liberar a los otros pacientes de su control.
Durante su corta estadía en el hospital, McMurphy establece profundas amistades con dos de sus compañeros pacientes: Billy Bibbit, un joven tartamudo a quien Ratched ha dominado; y el jefe Bromden, un nativo americano que finge ser mudo. En la primera, McMurphy ve una figura de hermano menor a la que quiere enseñar para divertirse, mientras que la segunda es su único verdadero confidente.
McMurphy queda atrapado en una serie de juegos de poder con la enfermera Ratched. Termina como el ganador claro, recordándoles a los otros pacientes cómo disfrutar de la vida y defenderse, y persuadirlos para que actúen contra el acoso de Ratched. Ratched infructuosamente intenta romper su espíritu a través de repetidos tratamientos de terapia de choque.
En el clímax de la novela, McMurphy se cuela a dos prostitutas en la sala para tomar la virginidad de Billy, mientras él y los demás hacen una fiesta. Ratched los atrapa y amenaza con decirle a la madre de Billy, la única mujer a la que teme más que a ella, lo que lo aterra tanto que se suicida cortándose la garganta. Enfurecido, McMurphy ataca a Ratched y casi la estrangula, pero uno de sus asociados la deja inconsciente. Para esto, Ratched hace que McMurphy sea lobotomizado, a modo de castración. El Jefe Bromden ahoga a McMurphy en un acto de eutanasia, y luego rompe una ventana para huir del manicomio, cumpliendo el deseo de McMurphy de que sea libre.